# Maximilian Lorenz von Starhemberg

Graf Maximilian Lorenz von Starhemberg um 1680

Graf Maximilian Lorenz von Starhemberg (* um 1640; † 17. September 1689 in Mainz) war kaiserlicher Feldmarschall und ab 1679 Kommandant der Festung Philippsburg. Obwohl 1689 zum Feldmarschall befördert, stand er im Schatten seines berühmten Bruders Ernst Rüdiger von Starhemberg. Maximilian wurde am 6. September 1689 beim Sturm auf die Festung Mainz schwer verwundet und erlag am 17. September 1689 seinen Verletzungen.

## Herkunft
Graf Maximilian Lorenz von Starhemberg wurde als zweiter Sohn von Graf Konrad Balthasar von Starhemberg und Anna Elisabeth von Zinzendorf um 1640 geboren. Maximilian war der jüngere Bruder des berühmten Graf Ernst Rüdiger von Starhemberg. Weiters hatte er noch 4 jüngere Halbbrüder Leopold Carl, Franz Ottokar, Gundaker Thomas und Paul Joseph Jakob.

## Jugend
Wie Maximilian seine Kindheit und Jugendjahre verbracht hat, ist nicht bekannt. Erst 1662 fand er das erste Mal Erwähnung, und zwar als erster Kämmerer des Erzherzogs Karl Joseph, Bischof von Passau und Olmütz, welcher ein jüngerer Bruder des Kaisers Leopold I. war. Nach dem Tod des 14-jährigen Erzherzogs am 27. Januar 1664 war er kurz Kämmerer des Kaisers. Als dann im Februar 1664 der Reichstag die Aufstellung eines Heeres gegen die Türkenbedrohung beschloss, entschied sich Maximilian wie sein Bruder Ernst Rüdiger für den Kriegsdienst und somit für eine Militärkarriere.

## Militärkarriere
Anfang 1664 trat Maximilian Starhemberg als Hauptmann in das Oberösterreichische Regiment ein. Im selben Jahr heiratete er Dorothea Polixena von Scherffenberg, und bevor er an die Front zog, schlossen beide am 22. Juli einen Ehevertrag ab, damit seine Frau im Falle seines Todes finanziell abgesichert war. Kurz darauf zog Maximilian, vermutlich zusammen mit den kurfürstlichen Truppen, in die Südsteiermark, um sich dort dem kaiserlichen Heer anzuschließen. Dort kämpfte er im Türkenkrieg 1664 gegen Großwesir Ahmed Köprülü.

Graf Maximilian Lorenz von Starhemberg um 1665

Nach dem Friedensschluss bot der mittlerweile zum Oberstleutnant beförderte Maximilian dem König von Spanien seine Dienste an und ging in die spanischen Niederlande, vermutlich zu dem an diesem Zeitpunkt in den Niederlanden aufgestellten Regiment Metternich. Ab diesem Zeitpunkt verlor sich die Spur von Maximilian, doch es ist anzunehmen, dass er 1667/1668 in die Wirren des Devolutionskrieges geraten ist. Bekannt ist auch noch, dass 1667 Maximilian von der Schwägerin seiner Frau Dorothea den Besitz Frain/Vranov nad Dyjí erhalten hat, welchen er 1674 an seinen Vater Konrad verkauft hat.
Während des Dienstes für den spanischen König im Devolutionskrieg 1667/1668 wurde Maximilian zum Oberst und später zum Generalwachtmeister befördert. Zudem führte er sogar ein Regiment zu Fuß nach Neapel. Zu dieser Zeit gibt es keine Anhaltspunkte, wo sich Maximilian aufgehalten hat. In der Londoner Gazette aus dem Jahre 1674 (Nr. 937) und 1678 (Nr. 1319) wird zwar ein Graf von Starhemberg beim Einmarsch in die Stadt Huy in den spanischen Niederlanden im November 1674 und bei den Kämpfen von Rheinfelden im Juli 1678 erwähnt, doch handelte es sich dabei vermutlich um Ernst Rüdiger, der auch im französisch-niederländischen Krieg gegen die Franzosen kämpfte. Da Maximilian und Rüdiger den gleichen Militärrang, und zwar Generalwachtmeister, innehatten und wohl auch an derselben Front kämpften ist es schwer, beide auseinanderzuhalten.
Nach dem Frieden von Nimwegen erhielt Maximilian 1679 das sogenannte arco’sche Infanterieregiment und wurde Kommandant über die Festung und Stadt Philippsburg, welche ab diesem Zeitpunkt zu einer der bedeutendsten Befestigung am Oberrhein ausgebaut wurde. Zu dieser Zeit zählte man in der Stadt 82 Bürger, 8 Bürgerswitwen und 101 Wohnhäuser. In den folgenden Jahren wurde die Festung weiter ausgebaut, was auch nötig war, denn der französische König dachte gar nicht daran sich an den 1679 geschlossenen Friedensvertrag zu halten. 
Im Jahre 1684 nach der Zweiten Wiener Türkenbelagerung schlossen sich das Kaiserreich, Polen und Venedig zur „Heiligen Liga“ zusammen. Karl von Lothringen begab sich mit fast 18.000 Soldaten auf einen neuen Feldzug nach Buda. Da ein Waffenstillstand mit Frankreich bevorstand, wurde auch Maximilian zu diesem Feldzug gerufen. Nachdem die Hauptarmee am 13. Juli bei Gran die Donau übersetzte, erschien die Vorhut des kaiserlichen Heeres unter dem Befehl Maximilians, bereits zum Feldzeugmeister befördert, und des Generals der Kavallerie Markgraf Ludwig von Baden am 15. Juni vor Vicegrad/Visegrád. Am 16. Juni wurde die Stadt von den kaiserlichen Truppen ungeachtet seiner starken Mauern im Sturm erobert, nachdem ein Tor mit dem Geschütz zerstört wurde. Der größte Teil der türkischen Besatzungstruppen wurde getötet und die Stadt geplündert. Nur wenige Türken konnten sich in das Schloss auf dem Felsen oberhalb der Stadt zurückziehen. Nach nur eineinhalbtägiger Belagerung kapitulierte am 18. Juni die restliche türkische Besatzung. Maximilian zeichnete sich während dieser Belagerung aus, was später vom Kaiserhaus sehr gewürdigt wurde. 
In den Folgemonaten kämpfte er bei der erfolglosen Belagerung von Buda mit.
Als der Kurfürst der Kurpfalz Karl II. am 26. Mai 1685 verstarb, entsandte der Kaiser Maximilian sofort nach Heidelberg um die Stadt für den neuen Kurfürsten Herzog Philipp Wilhelm von Pfalz-Neuburg zu sichern. Der neue Kurfürst stützte sich anfangs auf die Dienste des in der Kurpfalz hoch angesehenen Maximilian und ernannte ihn sogar zu seinem Rat. Am 9. Juli 1686 wurde zwischen Kaiser Leopold I., König Karl II. von Spanien, König Karl XI. von Schweden, Kurfürst Maximilian II. Emanuel von Bayern und den rechtsrheinischen Fürsten die Augsburger Allianz als Defensivbündnis ins Leben gerufen, welche die weiteren Expansionsgelüste des französischen Königs unterbinden sollte. In Bildstein suchte er sich seine letzte Ruhestätte aus und gab den Bau einer Gruft innerhalb der Kirche in Auftrag. Für diesen Bau stellte er 1.500 Gulden zur Verfügung, welche er in 3 Raten der Wallfahrt zukommen ließ.
Im Pfälzischen Erbfolgekrieg wurde vom französischen König Ludwig XIV. die Festung Philippsburg, die von Maximilian verteidigt wurde, belagert. Maximilian konnte sich gegen eine Übermacht für 32 Tage behaupten, dann war die Moral seiner Leute am Ende und er kapitulierte gegen freien Abzug. Er erhielt mit seinen Truppen freien Abzug und sicheres Geleit nach Ulm. Nachdem Maximilian in Ulm angelangt war, wurde er nach Wien zitiert, wo er sich vor einer Militärkommission wegen der Übergabe von Philippsburg zu verantworten hatte. Maximilian wurde aber von der Kommission vollständig freigesprochen. 
Die französischen Truppen setzten währenddessen ihre Angriffe in der Pfalz fort, bis der Kaiser den Reichskrieg ausrief und sich 1689 mit England, Schweden, Spanien, Savoyen und den Niederlanden verbündete. Der Kaiser und die deutschen Fürsten konnten 1689 am Rhein ein Heer mit etwa 100.000 Soldaten aufstellen. Maximilian, bereits zum Feldmarschall ernannt, wurde mit seinem Regiment dem Armeecorps von Karl von Lothringen unterstellt. Karl von Lothringen schickte im Mai 1689 Maximilian mit ein paar Regimenter nach Koblenz, um die Stadt und die Umgebung vor den Franzosen zu schützen. Er schickte die Truppen des Kurfürsten von Hannover hinterher, um Maximilians Armeecorps zu unterstützen, das bald von den Franzosen bedroht wurde. Am 15. Juni brach Karl von Lothringen mit seinem Armeecorps nach Koblenz auf. Am 23. Juni erreichte der Herzog Koblenz, setzte mit den fliegenden Brücken über den Rhein und vereinte sich mit dem Armeecorps von Maximilian. 
Karl von Lothringen zog am 15. Juli weiter nach Mainz. Ab Ende Juli belagerte er Mainz. Beim Angriff am 6. September wurde Maximilian von einer Geschützkugel tödlich verwundet und verstarb daran 11 Tage später.

## Tod, Beerdigung und Testament
Maximilian verfügte in seinem Testament vom 9. Oktober 1688, welches er während der Belagerung von Philippsburg verfasst hatte, dass sein Leichnam in Bildstein beizusetzen ist. Sobald sein Tod in Bildstein bekannt würde, sollen 500 Messen gelesen und 10.000 Gulden aus seinem Vermögen an die Wallfahrt übergeben werden. Weiters sind „wöchentlich auf Frauenaltar ob der Gruft, alle Samstage, wenn möglich, sonst am Montag, für seine Seele eine hl. Messe gelesen und an seinem Sterbetag das Unniversorium mit Vigil für ihn abgehalten werden“. Das Geld wurde von Maximilians Bruder und Erben Gundaker aber nicht direkt der Wallfahrt, sondern dem Bischof von Konstanz übergeben. Zudem wurden noch 900 Gulden an die Armen in Bildstein und Umgebung verteilt. Der Leichnam wurde über Bregenz nach Bildstein überführt, wo er am 11. Oktober 1689 ankam. Maximilian wurde in der Gruft im inneren Chor vor dem Hochaltar und wundertätigen Marienbild beigelegt. Auf seinem kupfernen Sarg wurde ein vergoldetes Kreuz angebracht und eine Inschrift eingestochen: „Hic iacet Heros Illustrissimus & Excellentissimus comes Maximilianus Laurentius [...] Comes et Dominus de Starenberg [...] Marschallus et emeritissimus [...]“. Diese Inschrift wurde aber bei der ersten großen Renovierung der Wallfahrtskirche (1877 bis 1884) abgenommen.

Kupfersarg in der Gruft der Wallfahrtskirche Maria Bildstein 2006

Maximilian gilt bis heute noch als einer der größten Wohltäter der Wallfahrt in Bildstein. Insgesamt spendete er 12.880 Gulden, darunter auch 150 Gulden für die Barockmonstranz mit Gott Vater, Hl. Geist sowie Maria und Josef. Da seine Frau Dorothea keine Kinder gebar, erlosch mit dem Tod auch seine Linie.

## Nachruf
Noch im Jahre 1765 wurde Maximilian eine Ehrung durch den Kaiser Joseph II. zuteil, als er im Reichsfürstendiplom für den damaligen Grafen Georg Adam von Starhemberg mit folgenden Worten erwähnt wird: „Die Grafen und Herren von Starhemberg machten sich ferners bei unsern Vorfahren am Reich, Römischen Kaisern, auch unserm Erzhaus von der Zeit, und in diesen letztern Jahrhunderten berühmt durch Maximilian Laurentium Kaiserlichen Generalfeldmarschall, und Gouverneur von Philippsburg, welcher an denen in der Belagerung der Stadt Mainz empfangenen Wunden im Jahr Sechzehn Hundert Neun und Achtzig verstorben.“

### Monographien
- Zygmunt Abrahamowicz: Die Türken vor Wien: Europa und die Entscheidung an der Donau 1683. Salzburg 1982.
- Isabella Ackerl: Von Türken belagert, von Christen ersetzt: das belagerte Wien 1683. Wien 1983.
- Sebastian Burkhart: Geschichte der Stadt Rheinfelden bis zu ihrer Vereinigung mit dem Kanton Aargau. Aarau 1909.
- Gerda Hagenau: Jan Sobieski: der Retter Wiens. Wien 1983.
- Karl Ilg: 200 Jahre Pfarrgemeinde Maria-Bildstein. Wolfurt 1992.
- Lorenz Reinhold: Türkenjahr 1683: das Reich im Kampf um den Ostraum. Wien 1933.
- Ferenc Majoros, Bernd Rill: Das Osmanische Reich 1300-1922. Wiesbaden 2004.
- Hieronymus Christoph Nopp: Geschichte der Stadt und ehemaligen Reichsfestung Philippsburg. 1881.
- Ludwig Rapp: Topographisch historische Beschreibung des Generalvikariates Vorarlberg. Brixen 1896
- Meinrad Schaab: Geschichte der Kurpfalz. Stuttgart 1999.
- Johann Schwerdling: Geschichte des uralten und seit Jahrhunderten um Landesfürst und Vaterland höchst verdienten, theils fürstlich, theils gräflichen Hauses Starhemberg. Jos. Feichtinger, Linz 1830, S. 51 (eingeschränkte Vorschau in der Google-Buchsuche).
- Graf Andreas von Thürheim: Feldmarschall Ernst Rüdiger Graf Starhemberg. Wien 1882.
- Paul Wentzcke: Feldherr des Kaisers: Leben und Taten Herzog Karls V. von Lothringen. Leipzig 1943.
- Constantin von Wurzbach: Starhemberg, Maximilian Laurenz Graf. In: Biographisches Lexikon des Kaiserthums Oesterreich. 37. Theil. Kaiserlich-königliche Hof- und Staatsdruckerei, Wien 1878, S. 188 f. (Digitalisat).

### Zeitschriften
- Zeitschrift des Vereins zur Erforschung der Rheinischen Geschichte und Alterthümer in Mainz. Zweiter Band, Mainz 1859–64, herausgegeben von Victor von Zabern; Artikel Die Belagerung von Mainz im Jahr 1689 von J. H. Hennes, Seite 356–416.
- Österreichische Zeitschrift für Geschichts- und Staatskunde. Dritter Jahrgang, Wien 1837, herausgegeben von Kaltenbaeck F. P.; Artikel Die Pfarre Bildstein bei Bregenz und des Feldmarschalls Maximilian Lorenz Grafen von Starhemberg Stiftung und Grabmal von Joseph Bergmann, Seite 343 f., 347 f.

### Zeitgenössische Quellen
- Pfarrchronik Maria-Bildstein.
- Gemeindearchiv Maria-Bildstein (PDF-Datei; 1,18 MB).
- Oberösterreichisches Landesarchiv, Eferding-Starhemberg/Urkundensammlung, Urkunde Nr. 4714 und 5096 (Heiratscontracte).
- The London Gazette 1674, Nr. 937.
- The London Gazette 1678, Nr. 1319.

| Personendaten    | Personendaten                                                                       |
| ---------------- | ----------------------------------------------------------------------------------- |
| NAME             | Starhemberg, Maximilian Lorenz von                                                  |
| KURZBESCHREIBUNG | kaiserlicher Generalfeldmarschall und (ab 1679) Kommandant der Festung Philippsburg |
| GEBURTSDATUM     | um 1640                                                                             |
| STERBEDATUM      | 17. September 1689                                                                  |
| STERBEORT        | Mainz                                                                               |